# Балалуев, Алексей Андреевич
Алексе́й Андре́евич Балалу́ев (16 [29] сентября 1914 года — 9 августа 1946 года) — советский военный лётчик, участник Великой Отечественной войны, лётчик-инспектор Управления истребительной авиации Главного управления боевой подготовки фронтовой авиации Военно-воздушных сил СССР, Герой Советского Союза (18.08.1945), майор.

## Биография
Родился 16 (29) сентября 1914 года в деревне Цимбулова (ныне — Болховского района Орловской области) в семье рабочего. Русский. Член ВКП(б) с 1940 года. Жил в Москве. Окончил неполную среднюю школу, затем фабрично-заводское училище. Работал электромонтёром на заводе. Без отрыва от производства окончил Центральный аэроклуб.
В Красной армии с 1936 года. В 1937 году окончил Борисоглебское военное авиационное училище лётчиков.
Участник Великой Отечественной войны с июня 1941 года. Сражался на Северо-Западном, Калининском и 1-м Украинском фронтах на истребителе ЛаГГ-3. Был лётчиком, командиром звена, а затем командиром авиаэскадрильи 21-го истребительного авиационного полка. Водил в бой группы из 6—8 самолётов. Прикрывал бомбардировщиков, штурмовиков, летал на разведку, штурмовал вражеские аэродромы. 10 октября 1942 года был тяжело ранен в воздушном бою.
В марте 1943 года был назначен лётчиком-инспектором Управления истребительной авиации Главного управления боевой подготовки фронтовой авиации ВВС. На этой должности с августа 1944 года он летал на разные участки фронта, в разные авиационные дивизии. Включая себя в боевые расчёты истребительных групп, и вместе с ними участвовал в воздушных боях. Сражался в небе Прибалтики, над Днепром, над Севастополем, в небе Белоруссии. После боевых вылетов майор Балалуев вместе с лётчиками производил разбор полётов. Выявлялись тактические ошибки ведения воздушного боя. Уделялось внимание более глубокому знанию вражеской техники, её возможностям, пилотажному мастерству, радиодисциплине, подготовке самолётов к вылету.
Всего к концу войны совершил 345 боевых вылетов, провёл 52 воздушных боя, в которых сбил лично 16 самолётов противника, 1 аэростат-корректировщик и 6 самолётов в составе группы. При штурмовке наземных целей уничтожил 11 танков и 40 автомашин, сжёг 5 «юнкерсов» на стоянках. Совершил 43 вылета на разведку и каждый раз привозил ценные сведения. Подготовил и ввёл в строй десятки молодых лётчиков и своим примером учил их бить врага.
Указом Президиума Верховного Совета СССР от 18 августа 1945 года за образцовое выполнение боевых заданий командования на фронте борьбы с немецко-фашистскими захватчиками и проявленные при этом отвагу и геройство майору Балалуеву Алексею Андреевичу было присвоено звание Героя Советского Союза с вручением ордена Ленина и медали «Золотая Звезда» (№ 7974).
После войны майор А. А. Балалуев продолжал службу в ВВС.

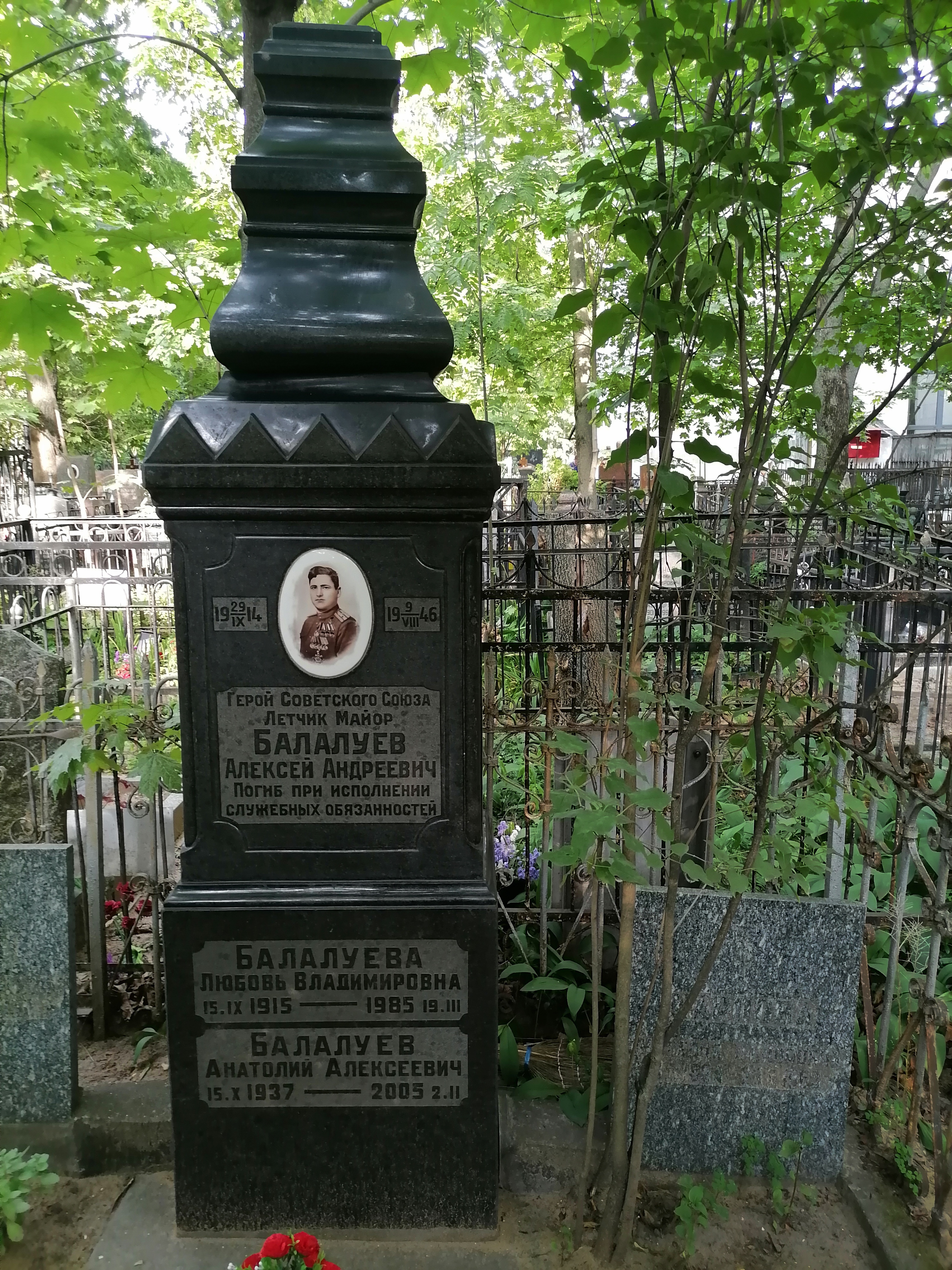
Могила Балалуева на Ваганьковском кладбище.

Жил в Москве. 9 августа 1946 года погиб при исполнении служебных обязанностей. Похоронен на Ваганьковском кладбище в Москве (участок 25).

## Награды
- Медаль «Золотая Звезда» Героя Советского Союза (№ 7974)
- Орден Ленина
- Три ордена Красного Знамени
- Медали

## Память
- В городе Кольчугино Владимирской области именем Балалуева названа улица и установлена мемориальная доска.